# US Open 2020
Die US Open waren 2020 erst das zweite stattfindende Grand-Slam-Turnier, nachdem aufgrund der COVID-19-Pandemie  die Wimbledon Championships ausgefallen waren und die French Open in den September 2020 verschoben wurden. Die 140. Ausgabe fand vom 31. August bis 13. September 2020 im USTA Billie Jean King National Tennis Center im Flushing-Meadows-Park in New York City, USA, statt.
Titelverteidiger im Einzel waren Rafael Nadal bei den Herren sowie Bianca Andreescu bei den Damen. Im Herrendoppel waren Juan Sebastián Cabal und Robert Farah und im Damendoppel Elise Mertens und Aryna Sabalenka die Vorjahressieger. Titelverteidiger im Mixed wären Bethanie Mattek-Sands und Jamie Murray gewesen, eine Mixedkonkurrenz wurde 2020 aber nicht ausgetragen.

## Besonderheiten aufgrund der Pandemie

### Modusänderungen
Aus Sicherheitsgründen wurden 2020 ausschließlich die Einzel- und Doppelkonkurrenzen bei den Damen und Herren sowie die Rollstuhltennis-Wettbewerbe ausgetragen. Die Teilnehmerfelder der Doppelkonkurrenzen wurden zudem von 64 auf 32 Doppelpaarungen halbiert. Es entfielen sowohl die Mixedkonkurrenz als auch sämtliche Juniorenwettbewerbe. Außerdem wurde auf die Austragung von Qualifikationswettkämpfen verzichtet. Das Turnier wurde ohne Zuschauer vor Ort gespielt.
Für die zunächst angekündigte Absage der Rollstuhltennis-Wettbewerbe wurde die das Turnier veranstaltende United States Tennis Association vom Ranglistenführenden der Herren-Rollstuhltennis-Weltrangliste, Dylan Alcott, scharf kritisiert. Er bezeichnete den Umgang der USTA mit den Spielern als „diskriminierend“, da ihnen die selbstbestimmte Entscheidung über die Teilnahme abgenommen werde. Weitere Spieler schlossen sich der Kritik an. Die USTA nahm die Entscheidung daraufhin zurück und gab Kommunikationsfehler zu.

### Absagen und Disqualifizierungen
Zahlreiche Spieler, teilweise aus der Weltranglistenspitze, sagten aufgrund von Sicherheitsbedenken ihre Teilnahme ab, allen voran die jeweiligen Titelverteidiger Rafael Nadal und Bianca Andreescu sowie die Weltranglistenführende bei den Damen, Ashleigh Barty. Weitere Absagen mit dieser Begründung erfolgten bei den Herren unter anderem von Nick Kyrgios. Bei den Damen sagten mit Simona Halep, Elina Switolina, Kiki Bertens und Belinda Bencic weitere Top-Ten-Spielerinnen ab. Auch Julia Görges und Andrea Petković traten aus Sicherheitsbedenken nicht bei dem Turnier an.
Ein Tag vor Turnierbeginn wurde Benoît Paire positiv auf das COVID-19-Virus getestet, woraufhin er seine Teilnahme zurückziehen musste. Bei Spielern, die mit Paire in Kontakt waren, kam es anschließend zu unterschiedlichen Konsequenzen, was zu Kritik führte. So durfte Adrian Mannarino sein Turnier beginnen, während die beim Damendoppel topgesetzte Kristina Mladenovic als Kontaktperson in Quarantäne musste und deswegen mit ihrer Damendoppelpartnerin Tímea Babos disqualifiziert wurde.

## Preisgeld
Das Preisgeld betrug pandemiebedingt insgesamt rund 53,4 Mio. US-Dollar, 6,7 % weniger als 2019. Davon entfielen auf die Einzel $US 39.024.000 und auf die Doppel $US 4.288.000 sowie $US 350.000 für die Rollstuhlwettbewerbe und $US 9.740.000 auf weitere Positionen wie dem Player Relief Program als auch auf Zuschüsse und Subventionen.
| Erreichte Runde   | Einzel      | Doppel*   |
| ----------------- | ----------- | --------- |
| Sieg              | 3.000.000 $ | 400.000 $ |
| Finale            | 1.500.000 $ | 240.000 $ |
| Halbfinale        | 800.000 $   | 130.000 $ |
| Viertelfinale     | 425.000 $   | 91.000 $  |
| Achtelfinale      | 250.000 $   | 50.000 $  |
| Dritte Runde/32er | 163.000 $   | 30.000 $  |
| Zweite Runde      | 100.000 $   |           |
| Erste Runde       | 61.000 $    |           |

* pro Team

## Herreneinzel
Setzliste
| Nr. | Spieler               | Erreichte Runde |
| --- | --------------------- | --------------- |
| 01. | Novak Đoković         | Achtelfinale    |
| 02. | Dominic Thiem         | Sieg            |
| 03. | Daniil Medwedew       | Halbfinale      |
| 04. | Stefanos Tsitsipas    | 3. Runde        |
| 05. | Alexander Zverev      | Finale          |
| 06. | Matteo Berrettini     | Achtelfinale    |
| 07. | David Goffin          | Achtelfinale    |
| 08. | Roberto Bautista Agut | 3. Runde        |
| 09. | Diego Schwartzman     | 1. Runde        |
| 10. | Andrei Rubljow        | Viertelfinale   |
| 11. | Karen Chatschanow     | 3. Runde        |
| 12. | Denis Shapovalov      | Viertelfinale   |
| 13. | Cristian Garín        | 2. Runde        |
| 14. | Grigor Dimitrow       | 2. Runde        |
| 15. | Félix Auger-Aliassime | Achtelfinale    |
| 16. | John Isner            | 1. Runde        |

| Nr. | Spieler                | Erreichte Runde |
| --- | ---------------------- | --------------- |
| 17. | Benoît Paire           | Rückzug         |
| 18. | Dušan Lajović          | 1. Runde        |
| 19. | Taylor Fritz           | 3. Runde        |
| 20. | Pablo Carreño Busta    | Halbfinale      |
| 21. | Alex de Minaur         | Viertelfinale   |
| 22. | Nikolos Bassilaschwili | 1. Runde        |
| 23. | Daniel Evans           | 2. Runde        |
| 24. | Hubert Hurkacz         | 2. Runde        |
| 25. | Milos Raonic           | 2. Runde        |
| 26. | Filip Krajinović       | 3. Runde        |
| 27. | Borna Ćorić            | Viertelfinale   |
| 28. | Jan-Lennard Struff     | 3. Runde        |
| 29. | Guido Pella            | 1. Runde        |
| 30. | Casper Ruud            | 3. Runde        |
| 31. | Marin Čilić            | 3. Runde        |
| 32. | Adrian Mannarino       | 3. Runde        |

## Dameneinzel
Setzliste
| Nr. | Spielerin           | Erreichte Runde |
| --- | ------------------- | --------------- |
| 01. | Karolína Plíšková   | 2. Runde        |
| 02. | Sofia Kenin         | Achtelfinale    |
| 03. | Serena Williams     | Halbfinale      |
| 04. | Naomi Ōsaka         | Sieg            |
| 05. | Aryna Sabalenka     | 2. Runde        |
| 06. | Petra Kvitová       | Achtelfinale    |
| 07. | Madison Keys        | 3. Runde        |
| 08. | Petra Martić        | Achtelfinale    |
| 09. | Johanna Konta       | 2. Runde        |
| 10. | Garbiñe Muguruza    | 2. Runde        |
| 11. | Jelena Rybakina     | 2. Runde        |
| 12. | Markéta Vondroušová | 2. Runde        |
| 13. | Alison Riske        | 2. Runde        |
| 14. | Anett Kontaveit     | Achtelfinale    |
| 15. | Maria Sakkari       | Achtelfinale    |
| 16. | Elise Mertens       | Viertelfinale   |

| Nr. | Spielerin              | Erreichte Runde |
| --- | ---------------------- | --------------- |
| 17. | Angelique Kerber       | Achtelfinale    |
| 18. | Donna Vekić            | 3. Runde        |
| 19. | Dajana Jastremska      | 2. Runde        |
| 20. | Karolína Muchová       | Achtelfinale    |
| 21. | Jekaterina Alexandrowa | 2. Runde        |
| 22. | Amanda Anisimova       | 3. Runde        |
| 23. | Julija Putinzewa       | Viertelfinale   |
| 24. | Magda Linette          | 3. Runde        |
| 25. | Zhang Shuai            | 1. Runde        |
| 26. | Sloane Stephens        | 3. Runde        |
| 27. | Ons Jabeur             | 3. Runde        |
| 28. | Jennifer Brady         | Halbfinale      |
| 29. | Weronika Kudermetowa   | 1. Runde        |
| 30. | Kristina Mladenovic    | 2. Runde        |
| 31. | Anastasija Sevastova   | 2. Runde        |
| 32. | Rebecca Peterson       | 1. Runde        |

## Herrendoppel
Setzliste
| Nr. | Paarung                           | Erreichte Runde |
| --- | --------------------------------- | --------------- |
| 01. | Juan Sebastián Cabal Robert Farah | Achtelfinale    |
| 02. | Łukasz Kubot Marcelo Melo         | 1. Runde        |
| 03. | Rajeev Ram Joe Salisbury          | Halbfinale      |
| 04. | Ivan Dodig Peter Polansky         | 1. Runde        |

| Nr. | Paarung                            | Erreichte Runde |
| --- | ---------------------------------- | --------------- |
| 05. | Marcel Granollers Horacio Zeballos | 1. Runde        |
| 06. | Kevin Krawietz Andreas Mies        | Achtelfinale    |
| 07. | Raven Klaasen Oliver Marach        | 1. Runde        |
| 08. | Wesley Koolhof Nikola Mektić       | Finale          |

## Damendoppel
Setzliste
| Nr. | Paarung                         | Erreichte Runde |
| --- | ------------------------------- | --------------- |
| 01. | Tímea Babos Kristina Mladenovic | Achtelfinale    |
| 02. | Elise Mertens Aryna Sabalenka   | Viertelfinale   |
| 03. | Nicole Melichar Xu Yifan        | Finale          |
| 04. | Květa Peschke Demi Schuurs      | Viertelfinale   |

| Nr. | Paarung                               | Erreichte Runde |
| --- | ------------------------------------- | --------------- |
| 05. | Bethanie Mattek-Sands Zhang Shuai     | 1. Runde        |
| 06. | Shūko Aoyama Ena Shibahara            | Achtelfinale    |
| 07. | Wiktoryja Asaranka Sofia Kenin        | Achtelfinale    |
| 08. | Anna-Lena Friedsam Kateřina Siniaková | Achtelfinale    |

## Herreneinzel-Rollstuhl
Setzliste
| Nr. | Spieler           | Erreichte Runde |
| --- | ----------------- | --------------- |
| 01. | Shingo Kunieda    | Sieg            |
| 02. | Gustavo Fernández | Halbfinale      |

## Dameneinzel-Rollstuhl
Setzliste
| Nr. | Spielerin      | Erreichte Runde |
| --- | -------------- | --------------- |
| 01. | Diede de Groot | Sieg            |
| 02. | Yui Kamiji     | Finale          |

## Herrendoppel-Rollstuhl
Setzliste
| Nr. | Paarung                        | Erreichte Runde |
| --- | ------------------------------ | --------------- |
| 01. | Alfie Hewett Gordon Reid       | Sieg            |
| 02. | Stéphane Houdet Nicolas Peifer | Finale          |

## Damendoppel-Rollstuhl
Setzliste
| Nr. | Paarung                       | Erreichte Runde |
| --- | ----------------------------- | --------------- |
| 01. | Marjolein Buis Diede de Groot | Finale          |
| 02. | Yui Kamiji Jordanne Whiley    | Sieg            |

## Quadeinzel
Setzliste
| Nr. | Spieler          | Erreichte Runde |
| --- | ---------------- | --------------- |
| 01. | Dylan Alcott     | Finale          |
| 02. | Andrew Lapthorne | Gruppenphase    |

## Quaddoppel
Setzliste
| Nr. | Paarung                       | Erreichte Runde |
| --- | ----------------------------- | --------------- |
| 01. | Dylan Alcott Andrew Lapthorne | Sieg            |
| 02. | Sam Schröder David Wagner     | Finale          |